# Open Neural Network Exchange
ONNX pour Open Neural Network Exchange  est un écosystème d’intelligence artificielle open source. ONNX est disponible sur GitHub.

## Historique
En septembre 2017, Facebook et Microsoft mettent en place un système permettant de basculer entre les environnements de deep learning tels que PyTorch et Caffe2 . Plus tard, IBM, Huawei, Intel, AMD, ARM et Qualcomm annoncent leur soutien à l’initiative. 
En octobre 2017, Microsoft a annoncé son intention d'ajouter sa plate-forme Microsoft Cognitive Toolkit et Project Brainwave à cette initiative.

## Objectifs
L'initiative vise: 

### Interopérabilité inter framework
Permettre aux développeurs de migrer plus facilement d’un framework à l’autre, ce qui peut être plus souhaitable lors de certaines phases de développement.

### Shared optimization
Permettre aux fournisseurs de matériel et autres d'améliorer la performance des réseaux de neurones artificiels de plusieurs infrastructures à la fois en ciblant la représentation ONNX.

## Contenu
ONNX fournit les définitions d'un modèle de graphe de calcul extensible, d'opérateurs intégrés et de types de données standard, axés sur l'inférence (évaluation).
Chaque graphe de flux de données de calcul est une liste de nœuds formant un graphe acyclique. Les nœuds ont des entrées et des sorties. Chaque nœud est un appel à un opérateur. Les métadonnées documentent le graphique. Des opérateurs intégrés doivent être disponibles sur chaque infrastructure prenant en charge ONNX.

## Outils supportés
ONNX prend en charge de nombreux outils voici quelques éléments notables
- TensorFlow
- Keras
- Scikit-learn
- Apache MXNet
- Apache SINGA
- PyTorch

## Autres partenariats
Microsoft et Facebook font partie du Partnership on AI  aux côtés de Apple, Amazon, Google et IBM, qui s'emploie à sensibiliser le public et à stimuler la recherche.